# TF1
TF1（テー・エフ・アン）はフランスの民間テレビ局である。建設会社などをグループに持つ、ブイグ社の傘下であるTF1グループの一部門である。

## 概要
元々、TF1は公共放送局であった。1948年7月25日、当時すべての放送を統括していたフランス国営放送（RTF、Radiodiffusion-Télévision Française）の最初のテレビチャンネルLa première chaîne（第1チャンネル）として開局。1964年、RTFがフランス放送協会（ORTF、Office de Radiodiffusion-Télévision Française）に改組した後、1974年8月8日に行われたORTFの分割によって独立した放送局となった。現在のTF1の名称は1975年1月6日から使われ、以前‹‹Télévision Française 1››と呼ばれていたことから頭文字をとって‹‹TF1››となっている。
民営化は1987年、当時のフランソワ・ミッテラン大統領の下で行われ、ブイグ社の傘下となった。現在、フランス国内での視聴率は他局を大きく引き離しており、FIFAワールドカップや欧州チャンピオンズリーグ、ラグビーワールドカップ、フォーミュラ1などの放映権を保有している。逆に番組の低俗化や保守的な報道、そして42.9パーセントの株を保有する親会社に関し不利な報道をしないことに対する批判もある。
日本のフジテレビと提携関係にあり（特に一般番組の番組販売の面で）、TF1では『ドラゴンボール』などのアニメ番組が放送されたことがある。逆にTF1で夜8時に放送されるニュース番組がフジテレビの『FNN World Uplink』で毎朝、紹介されていた。
また、2004年7月には、日本の日本テレビと報道、番組制作、そして地上デジタル放送の放送技術の各方面で包括提携した。
TF1グループはTF1の他、ニュース専門局のLCI（La Chaîne Info、1994年放送開始）、ヤングアダルトをターゲットにしたTF6、ブルターニュ地方向けのTV Breizhなど、複数のテレビチャンネルを保有する。
2022年春、同業会社かつ民放2番手のテレビ局であるM6と合併することを表明していた。これはNetflixやYouTubeなどの動画配信サービスに対抗するため、放送事業の統合を目的としており、エマニュエル・マクロン政権内の一部幹部も支持していた。しかし、テレビ広告のシェアが市場の7割を占めることになることから、競争委員会がこの合併案に懸念を示したため、調整が続いていたが、「もはや戦略的合理性がない」として、同年9月16日にこの計画を断念することをTF1とM6などの計4社が発表した。